# Brasília de Minas
Brasília de Minas is een gemeente in de Braziliaanse deelstaat Minas Gerais. De gemeente telt 42.438 inwoners (schatting 2009).

## Aangrenzende gemeenten
De gemeente grenst aan Campo Azul, Coração de Jesus, Japonvar, Luislândia, Mirabela, Patis, São João do Pacuí, São Francisco en Ubaí.